# Alessia
Alessia [a.ˈlɛs.sja] ist ein weiblicher Vorname.

## Herkunft und Bedeutung
Bei Alessia handelt es sich um die italienische, weibliche Variante von Alexis.

## Verbreitung
Der Name Alessia erfreut sich in Italien großer Beliebtheit, auch wenn seine Popularität zuletzt sank. Stand er im Jahr 2000 noch an der Spitze der Vornamenscharts, belegte er im Jahr 2022 noch Rang 46 der Histliste.
Auch in der Schweiz wird der Name häufig vergeben, die Top-10 konnte er jedoch bislang nicht erreichen. Bis 2019 zählte er zu den 40 meistgewählten Mädchennamen. Zuletzt sank seine Popularität. Im Jahr 2022 stand er auf Rang 85 der Vornamenscharts.
In Belgien ist der Name geläufig, zählte jedoch nie zu den 100 beliebtesten Mädchennamen. Zwischen 1999 und 2019 zählte er jedoch zur Top-200 der Vornamenscharts.
Der Name Alessia ist in Deutschland seit 2004 geläufig. In den Jahren 2016 (Rang 77) und 2017 (Rang 83) fand er sich in der Top-100 der Vornamenscharts. Seitdem sank seine Popularität. Im Jahr 2023 belegte er in den Vornamenscharts Rang 171. Besonders beliebt ist der Name in Baden-Württemberg.

## Varianten
Die sizilianische Schreibweise des Namens lautet Alèssia, die nissartische Alessìa.
Die männliche Variante des Namens lautet Alessio. 
Für weitere Varianten: siehe Alexis (Vorname)#Varianten

## Namensträger
- Alessia (* 1983), rumänische Dance-, House- und Pop-Sängerin
- Alessia Ambrosi (* 1982), italienische Politikerin
- Alessia Arisi (* 1971), italienische Tischtennisspielerin
- Alessia Barela (* 1974), italienische Schauspielerin
- Alessia Bauer (* 1970), Runologin
- Alessia Cara (* 1996), kanadische Pop- und R&B-Sängerin italienischer Abstammung
- Alessia Beatrice Ciucă (* 2001), rumänische Tennisspielerin
- Alessia Crippa (* 2000), italienische Skeletonpilotin
- Alessia Dipol (* 1995), italienisch-indisch-togoische Skirennläuferin
- Alessia Filippi (* 1987), italienische Schwimmerin
- Alessia Herren (* 2002), deutsche Reality-TV-Teilnehmerin
- Alessia Mazzola (* 2000), deutsche Schauspielerin
- Alessia Mîțu-Coșca (* 2004), rumänische Skispringerin
- Alessia Mosca (* 1975), italienische Politikerin
- Alessia Neuroni (* 1978), Schweizer Sozialwissenschaftlerin
- Alessia Orla (* 1992), italienische Triathletin
- Alessia Pavese (* 1998), italienische Leichtathletin
- Alessia Piovan (* 1985), italienisches Model und Schauspielerin
- Alessia Riner (* 2004), Schweizer Handballspielerin
- Alessia Russo (* 1999), englische Fußballspielerin
- Alessia Schmidt, deutsche Judoka und Behindertensportlerin, Goldmedaillengewinnerin bei Special Olympics Weltspielen
- Alessia Trost (* 1993), italienische Hochspringerin
- Alessia Tuttino (* 1983), italienische Fußballspielerin
- Alessia Ventura (* 1980), italienische Fernsehmoderatorin, Model, Schauspielerin und Fernsehpersönlichkeit
- Alessia Vigilia (* 1999), italienische Radrennfahrerin
- Alessia Zarbo (* 2001), französische Leichtathletin